# Silhouettea sibayi
Silhouettea sibayi е вид лъчеперка от семейство Попчеви (Gobiidae). Видът е застрашен от изчезване.

## Разпространение
Разпространен е в Мозамбик и Южна Африка (Квазулу-Натал).